# Karasi (obwód nowosybirski)
Karasi (ros. Караси) – wieś (dieriewnia) w Rosji, w obwodzie nowosybirskim, w rejonie bagańskim. W 2021 liczyła 101 mieszkańców.